# Medina Dixon
Medina Dixon (* 2. November 1962 in Boston, Massachusetts; † 8. November 2021) war eine US-amerikanische Basketballspielerin.

## Biografie
Medina Dixon begann mit dem Basketballspielen an der Cambridge Rindge and Latin School. Danach war sie für die Gamecocks das College-Team der University of South Carolina aktiv. Ab 1981 besuchte sie die Old Dominion University und spielte für deren College-Team, die Lady Monarchs. 1983 führte Dixon das Team bis in die Final Four und 1985 zur NCAA-Meisterschaft. Später war Dixon zehn Jahre in Italien, Japan und Russland auf Vereinsebene aktiv.
Mit der US-amerikanischen Nationalmannschaft wurde Dixon 1990 Weltmeister und gewann ein Jahr später bei den Panamerikanischen Spielen in Havanna die Bronzemedaille. Ebenfalls Bronze gewann Dixon mit dem US-Team bei den Olympischen Sommerspielen 1992 in Barcelona. Mit 79 Punkten in 5 Spielen war Dixon Topscorerin ihrer Mannschaft. 
Am 8. November 2021 starb Dixon im Alter von 59 Jahren an den Folgen von Bauchspeicheldrüsenkrebs.